# Fuente del Moro (Roma)

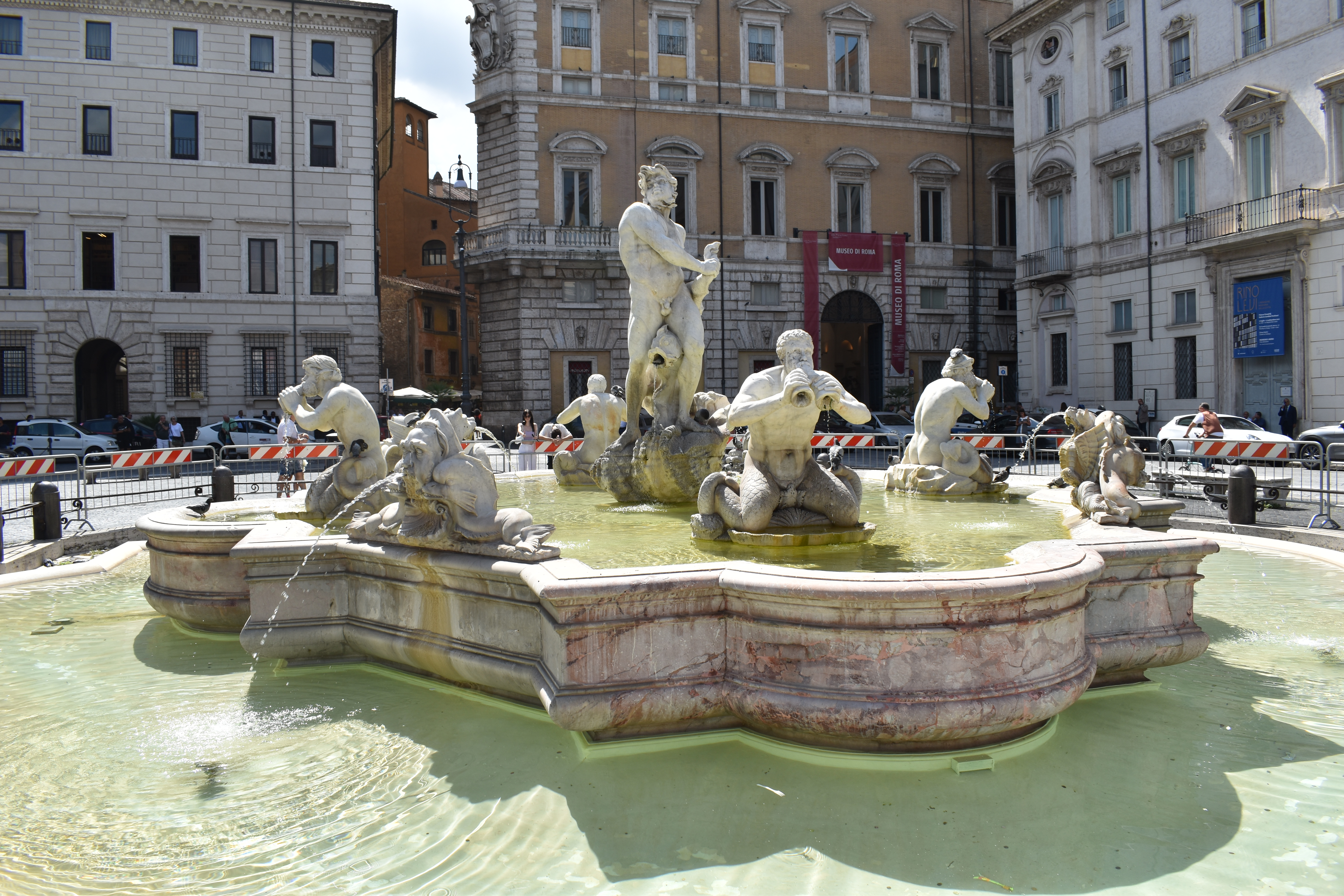
Fuente del Moro

La Fontana del Moro es una fuente localizada en el costado sur de la piazza Navona en Roma, Italia. Representa a un moro, o africano, de pie en una concha marina con una cascada, luchando con un delfín, rodeado por cuatro tritones, situada en una base de mármol rosa.

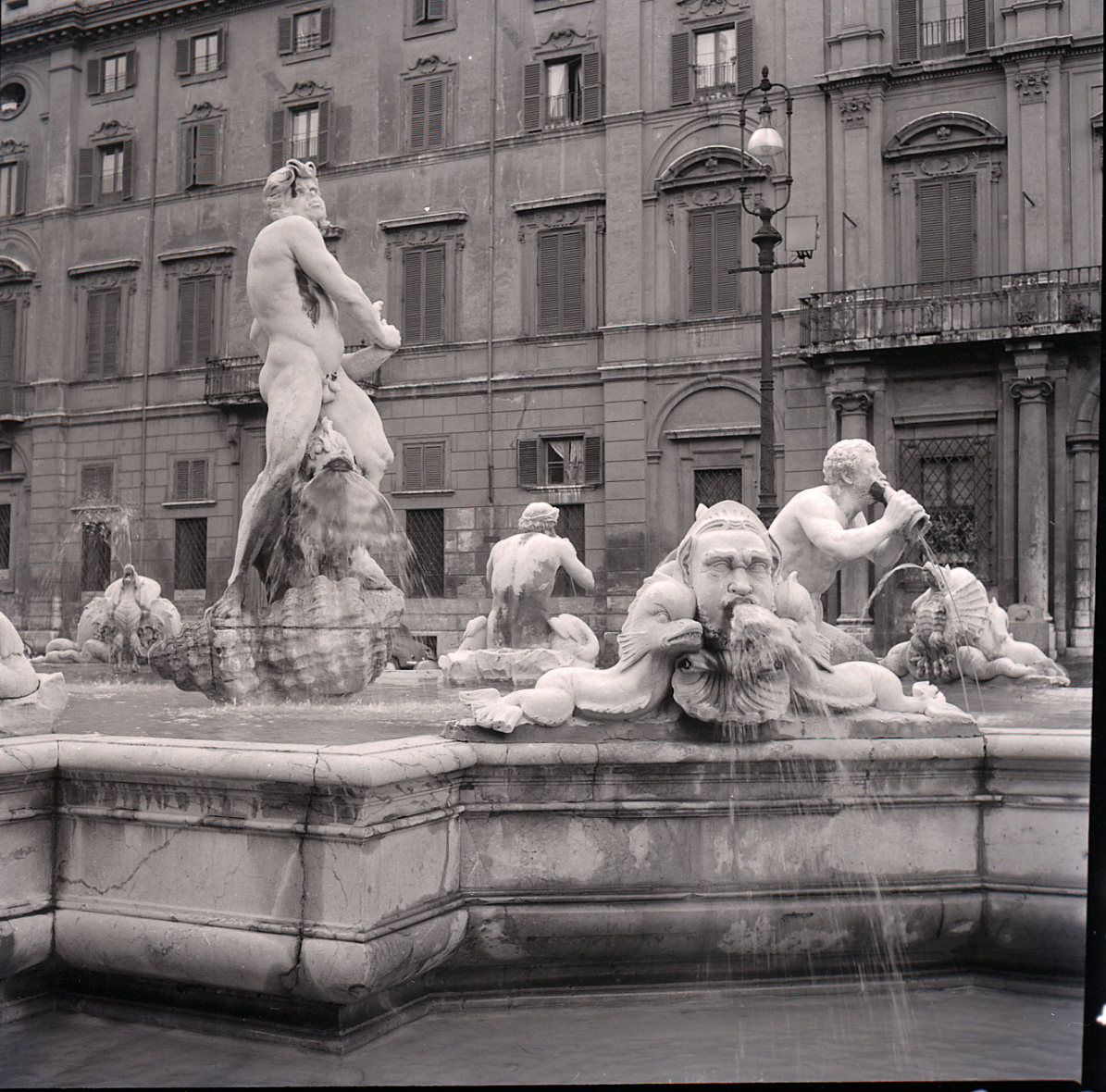
Foto de Paolo Monti, 1960

La fuente fue diseñada originalmente por Giacomo della Porta en 1575 sólo con el delfín y los tritones. Varios artistas del siglo XVI, como Gillis van den Vliete (Egìdio della Riviera), Taddeo Landini, Simone Moschini y Giacobbe Silla Longhi, esculpieron los tritones, dragones y máscaras según los diseños de della Porta.  En 1653, se añadió la estatua del moro, obra de Gian Lorenzo Bernini. En 1874, durante una restauración de la fuente, las estatuas originales fueron trasladadas a la Galería Borghese y substituidas por copias.